# 驿亭镇
驿亭镇，中国浙江省绍兴市上虞市下辖的一个镇。

## 辖区
该镇辖有：	五夫村、西陡门村、马慢桥村、二都村、孝丰村、杨溪村、白马湖村、春晖村、新驿亭村、五洲村、袍江村、联桥村、贾家村、鲁溪闸村、新横塘村、杨梅村、